# Giro d'Itàlia de 1966
El Giro d'Itàlia de 1966 fou la 49a edició del Giro d'Itàlia i es disputà entre el 18 de maig i el 9 de juny de 1966, amb un recorregut de 3.976 km distribuïts en 22 etapes, una d'elles contrarellotge individual. 100 ciclistes hi van prendre part, acabant-lo 83 d'ells. La sortida fou a Montcarles i l'arribada a Trieste.

## Història
L'espanyol Julio Jiménez va disputar el Giro d'Itàlia a les files de l'equip Ford France, junt a Jacques Anquetil. En la segona etapa, la primera amb final en alt, aconseguí la victòria i el lideratge en distanciar la resta que favorits en més d'un minut. Sense fer cas dels consells d'Anquetil, i que anys després el mateix Jiménez va reconèixer com un error tàctic, el ciclista espanyol defensà el lideratge portant la maglia rosa durant onze dies, la qual cosa suposà el rècord de dies de líder d'un ciclista espanyol.
Jiménez va perdre el lideratge en la contrarellotge individual de la 13a etapa, en favor de l'italià Adorni, vencedor del Giro el 1965. El vencedor de la carrera, Gianni Motta, aconseguí el lideratge en la 15a etapa.
Aquest Giro va supondre el començament de la rivalitat entre Motta i Gimondi, la qual duraria alguns anys. Així mateix fou l'any en què s'instaurà oficialment la classificació per punts, el líder de la qual vestia un mallot de color vermell i que fou guanyada per Gianni Motta. Franco Bitossi aconseguí la seva tercera victòria consecutiva en la classificació de la muntanya.

## Equips participants
En aquesta edició del Giro hi van prendre part 10 equips formats per 10 ciclistes cadascun, per formar un pilot amb 100 corredors.
| Núm.  | Codi | Equip       |
| ----- | ---- | ----------- |
| 1-10  | SAL  | Salvarani   |
| 11-20 | BIA  | Bianchi     |
| 21-30 | FIL  | Filotex     |
| 31-40 | FOR  | Ford France |
| 41-50 | LEG  | Legnano     |

| Núm.   | Codi | Equip      |
| ------ | ---- | ---------- |
| 51-60  | MAI  | Mainetti   |
| 61-70  | MOL  | Molteni    |
| 71-80  | SAN  | Sanson     |
| 81-90  | VIT  | Vittadello |
| 91-100 | MAN  | Mann       |

## Etapes
| Etapa | Data       | Inici - final                  | Km  | Vencedor d'etapa           | Líder de la general   |
| ----- | ---------- | ------------------------------ | --- | -------------------------- | --------------------- |
| 1a    | 18 de maig | Montcarles (MC) - Diano Marina | 149 | Vito Taccone (ITA)         | Vito Taccone (ITA)    |
| 2a    | 19 de maig | Imperia - Monesi               | 60  | Julio Jiménez (ESP)        | Julio Jiménez (ESP)   |
| 3a    | 20 de maig | Diano Marina - Gènova          | 120 | Severino Andreoli (ITA)    | Julio Jiménez (ESP)   |
| 4a    | 21 de maig | Gènova - Viareggio             | 241 | Giovanni Knapp (ITA)       | Julio Jiménez (ESP)   |
| 5a    | 22 de maig | Viareggio - Chianciano Terme   | 222 | Vendramino Bariviera (ITA) | Julio Jiménez (ESP)   |
| 6a    | 23 de maig | Chianciano Terme - Roma        | 226 | Raffaele Marcoli (ITA)     | Julio Jiménez (ESP)   |
| 7a    | 24 de maig | Roma - Rocca di Cambio         | 158 | Rudi Altig (GER)           | Julio Jiménez (ESP)   |
| 8a    | 25 de maig | Rocca di Cambio - Nàpols       | 238 | Marino Basso (ITA)         | Julio Jiménez (ESP)   |
| 9a    | 26 de maig | Nàpols - Campobasso            | 210 | Vincent Denson (GBR)       | Julio Jiménez (ESP)   |
| 10a   | 27 de maig | Campobasso - Giulianova        | 221 | Dino Zandegù (ITA)         | Julio Jiménez (ESP)   |
| 11a   | 28 de maig | Giulianova - Cesenatico        | 229 | Rudi Altig (GER)           | Julio Jiménez (ESP)   |
| 12a   | 29 de maig | Cesenatico - Reggio Emilia     | 206 | Dino Zandegù (ITA)         | Julio Jiménez (ESP)   |
| 13a   | 30 de maig | Parma - Parma (CRI)            | 46  | Vittorio Adorni (ITA)      | Vittorio Adorni (ITA) |
|       | 31 de maig | dia de descans                 |     |                            |                       |
| 14a   | 1 de juny  | Parma - Arona                  | 267 | Franco Bitossi (ITA)       | Vittorio Adorni (ITA) |
| 15a   | 2 de juny  | Arona - Brèscia                | 196 | Julio Jiménez (ESP)        | Gianni Motta (ITA)    |
| 16a   | 3 de juny  | Brèscia - Bezzecca             | 143 | Franco Bitossi (ITA)       | Gianni Motta (ITA)    |
| 17a   | 4 de juny  | Riva del Garda - Levico Terme  | 239 | Gianni Motta (ITA)         | Gianni Motta (ITA)    |
| 18a   | 5 de juny  | Levico Terme - Bolzano         | 137 | Michele Dancelli (ITA)     | Gianni Motta (ITA)    |
| 19a   | 6 de juny  | Bolzano - Moena                | 100 | Gianni Motta (ITA)         | Gianni Motta (ITA)    |
| 20a   | 7 de juny  | Moena - Belluno                | 215 | Felice Gimondi (ITA)       | Gianni Motta (ITA)    |
| 21a   | 8 de juny  | Belluno - Vittorio Veneto      | 181 | Pietro Scandelli (ITA)     | Gianni Motta (ITA)    |
| 22a   | 9 de juny  | Vittorio Veneto - Trieste      | 172 | Vendramino Bariviera (ITA) | Gianni Motta (ITA)    |

## Classificacions finals

### Classificació general
| Classificació General | Classificació General  | Classificació General | Classificació General |
| Pos.                  | Ciclista               | Equip                 | Temps                 |
| --------------------- | ---------------------- | --------------------- | --------------------- |
| 1                     | Gianni Motta (ITA)     | Molteni               | 111h 10' 48"          |
| 2                     | Italo Zilioli (ITA)    | Sanson                | + 3' 57"              |
| 3                     | Jacques Anquetil (FRA) | Ford France           | + 4' 40"              |
| 4                     | Julio Jiménez (ESP)    | Ford France           | + 5' 44"              |
| 5                     | Felice Gimondi (ITA)   | Salvarani             | + 6' 47"              |
| 6                     | Franco Balmamion (ITA) | Sanson                | + 7' 27"              |
| 7                     | Vittorio Adorni (ITA)  | Salvarani             | + 8' 00"              |
| 8                     | Franco Bitossi (ITA)   | Filotex               | + 9' 24"              |
| 9                     | Vito Taccone (ITA)     | Vittadello            | + 11' 42"             |
| 10                    | Rolf Maurer (SUI)      | Filotex               | + 20' 28"             |

|   | Ciclista               | Equip       | Punts |
| - | ---------------------- | ----------- | ----- |
| 1 | Franco Bitossi (ITA)   | Filotex     | 490   |
| 2 | Julio Jiménez (ESP)    | Ford France | 320   |
| 3 | Gianni Motta (ITA)     | Molteni     | 160   |
| 4 | Italo Zilioli (ITA)    | Sanson      | 150   |
| 5 | Silvano Schiavon (ITA) | Legnano     | 120   |

|   | Ciclista             | Equip      | Punts |
| - | -------------------- | ---------- | ----- |
| 1 | Gianni Motta (ITA)   | Molteni'   | 228   |
| 2 | Rudi Altig (GER)     | Molteni    | 162   |
| 3 | Vito Taccone (ITA)   | Vittadello | 152   |
| 4 | Franco Bitossi (ITA) | Filotex    | 147   |
| 5 | Dino Zandegù (ITA)   | Bianchi    | 134   |